# Polycyathus muellerae
Polycyathus muellerae (Abel, 1959) è una madrepora della famiglia Caryophylliidae.

## Descrizione
È una madrepora coloniale che forma aggregazioni formate da piccoli coralliti cilindrici di colore brunastro, alti 10 e con un diametro di 6 mm, collegati da una lamina basale incrostante. Talora i coralliti non sono a stretto contatto l'uno con l'altro, sono spaziati, e la lamina basale che li collega è invasa da altri organismi incrostanti.
I coralliti hanno coste poco marcate e presentano sino a 48 setti disposti radialmente in 4 cicli, con bordi dentellati; la columella è assente, il che comporta la presenza di una ampia cavità al centro del calice.
I polipi, di colore brunastro nelle zone più luminose, trasparenti nelle aree in ombra, hanno tentacoli di 3-4 mm, translucidi, con piccole verrucosità biancastre e una piccola bolla bianca all'apice.

## Biologia
È una specie azooxantellata, cioè priva di zooxantelle simbionti.

## Distribuzione e habitat
Polycyathus muellerae ha un areale Atlanto-Mediterraneo. Nell'Atlantico è presente nelle acque di Madeira, delle isole Canarie e dell'Algarve (Portogallo). Nel Mediterraneo, è nota in Spagna (stretto di Gibilterra, isole Baleari, Cabrera, coste di Almería e Granada), Francia (golfo del Leone, acque costiere di Marsiglia, isola di Port-Cros), Italia (golfo di Genova, Sardegna (Capo Caccia), Sicilia, golfo di Napoli e penisola sorrentina), Tunisia (isola di Zembra), Malta, Croazia (Prvić, Kornati), Grecia (in tutto il mar Egeo), Libano, Israele, Cipro, nello stretto dei Dardanelli e nel mar di Marmara. Nelle acque del mar Adriatico, al largo delle coste della Puglia, concorre alla formazione di ambienti di barriera corallina mesofotica.
È una specie sciafila, che vive in grotte e strapiombi, da qualche metro sino a oltre 30 m di profondità.